# رهلینگن
رهلینگن (به آلمانی: Rehlingen) یک شهر در آلمان است که در امیلین‌گاسن واقع شده‌است. رهلینگن ۷۵۱ نفر جمعیت دارد.